# Tulít’a
Tulít’a ou Tulita, dont le nom signifie « là où les rivières ou les eaux se rencontrent » en slavey, est un village de la région du Sahtu dans les Territoires du Nord-Ouest au Canada. Jusqu'en 1996, il était connu sous le nom de Fort Norman. Il est situé à la convergence de la Grande rivière de l'Ours et du fleuve Mackenzie. Il est inaccessible par la route.

## Histoire

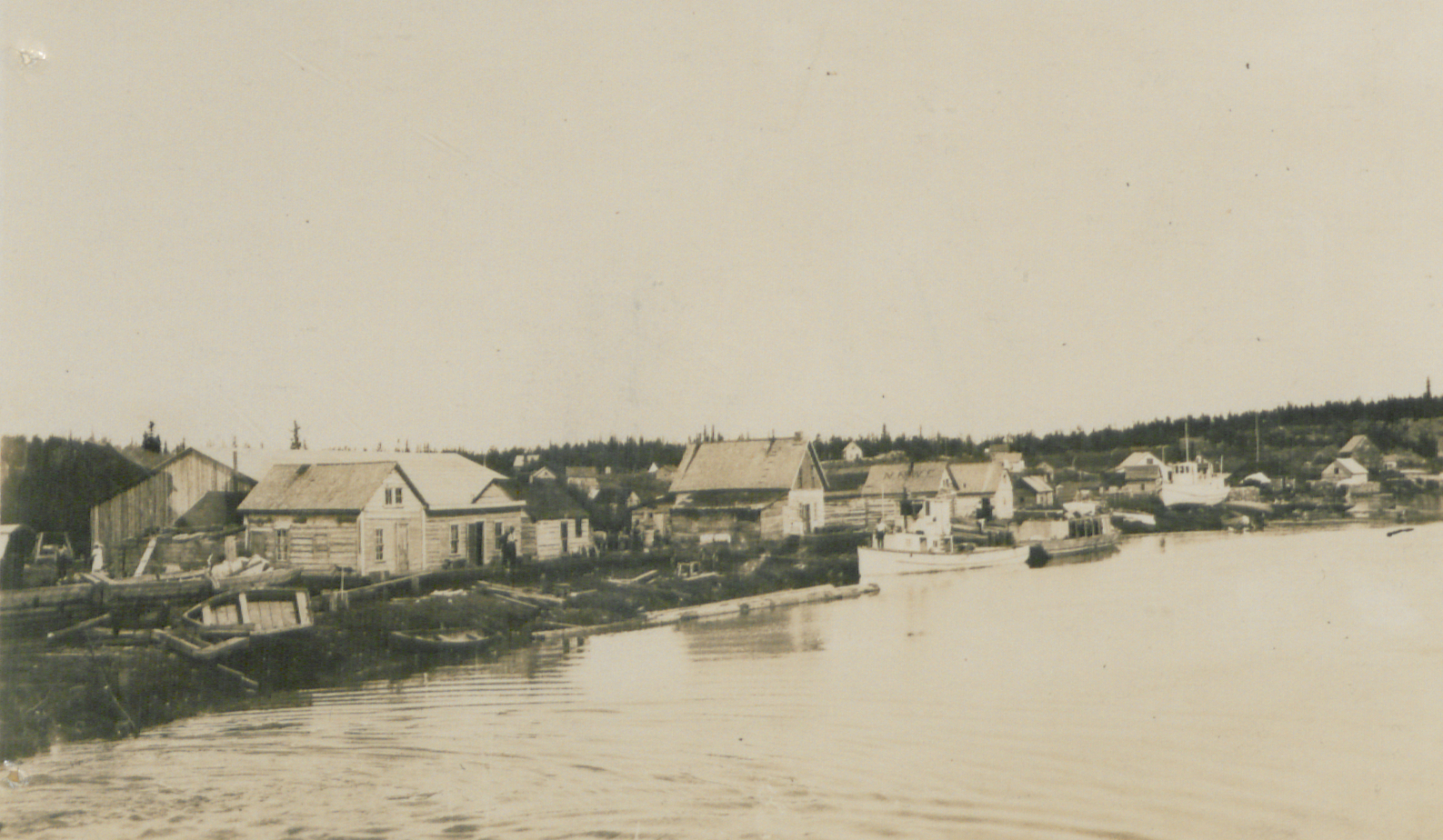
Photographie prise lors de l'expédition de la compagnie Imperial Oil à Fort Norman en 1921

Fort Norman a d'abord été fondé comme poste de traite de la Compagnie de la Baie d'Hudson au XIXe siècle et a été déplacé à différents endroits avant de s'établir à l'emplacement de la communauté actuelle.
Le 1er janvier 1996, le nom de la communauté a officiellement été changé pour Tulít’a qui signifie « là où les rivières ou les eaux se rencontrent » en slavey. En effet, la communauté est devenue un endroit de résidence permanente pour les Sahtus, un peuple déné.

## Démographie
Selon le recensement du Canada de 2016, la population de Tulít’a est de 477 habitants. La majorité de la population est d'origine autochtone. Les principales langues parlées sont le slavey et l'anglais.

## Climat
Tulít’a est situé dans un climat subarctique.
| Mois                                  | jan.       | fév.       | mars     | avril     | mai        | juin      | jui.      | août      | sep.       | oct.       | nov.     | déc.       | année          |
| ------------------------------------- | ---------- | ---------- | -------- | --------- | ---------- | --------- | --------- | --------- | ---------- | ---------- | -------- | ---------- | -------------- |
| Température minimale moyenne (°C)     | −28,7      | −27,6      | −23      | −11,3     | 0,7        | 8,9       | 11,5      | 9         | 2,1        | −7,8       | −20,7    | −25,9      | −9,4           |
| Température moyenne (°C)              | −25,2      | −23,4      | −17,3    | −5,3      | 6,6        | 14,9      | 17,1      | 14,1      | 6,2        | −5         | −17,8    | −22,3      | −4,8           |
| Température maximale moyenne (°C)     | −21,7      | −19,1      | −11,5    | 0,7       | 12,4       | 20,9      | 22,7      | 19,2      | 10,3       | −2,2       | −14,5    | −18,6      | −0,1           |
| Record de froid (°C) date du record   | −53,9 1934 | −54,4 1947 | −50 1955 | −40 1924  | −23,9 1920 | −5,6 1920 | −3,3 1951 | −7,8 1913 | −15,6 1926 | −32,8 1933 | −49 1986 | −53,3 1933 | −54,4 4/2/1947 |
| Record de chaleur (°C) date du record | 5,6 1957   | 8,3 1911   | 15 1949  | 20,6 1959 | 31,7 1948  | 34,4 1937 | 35 1994   | 33,3 1942 | 28,5 1995  | 22,8 1923  | 8,3 1943 | 3 1988     | 35 24/7/1994   |
| Précipitations (mm)                   | 14,8       | 11,5       | 8,7      | 9,1       | 13,4       | 36        | 44,2      | 46,9      | 38,9       | 32,8       | 21,8     | 15         | 293            |
| dont neige (cm)                       | 14,8       | 11,5       | 8,7      | 8,5       | 3,7        | 0,1       | 0         | 0         | 2,4        | 30,1       | 22,2     | 15         | 116,7          |
| Nombre de jours avec précipitations   | 7,1        | 5,7        | 5,8      | 3,9       | 4,7        | 7,6       | 9,1       | 9,1       | 8,6        | 9,4        | 8,9      | 8,3        | 88,1           |
| Nombre de jours avec neige            | 7,1        | 5,7        | 5,8      | 3,7       | 1,2        | 0,1       | 0         | 0         | 0,9        | 8,1        | 8,9      | 8,3        | 49,7           |

| Diagramme climatique                                  |                |             |             |             |           |              |           |             |              |                |              |
| J                                                     | F              | M           | A           | M           | J         | J            | A         | S           | O            | N              | D            |
| −21,7−28,714,8                                        | −19,1−27,611,5 | −11,5−238,7 | 0,7−11,39,1 | 12,40,713,4 | 20,98,936 | 22,711,544,2 | 19,2946,9 | 10,32,138,9 | −2,2−7,832,8 | −14,5−20,721,8 | −18,6−25,915 |
| Moyennes : • Temp. maxi et mini °C • Précipitation mm |                |             |             |             |           |              |           |             |              |                |              |

## Transports

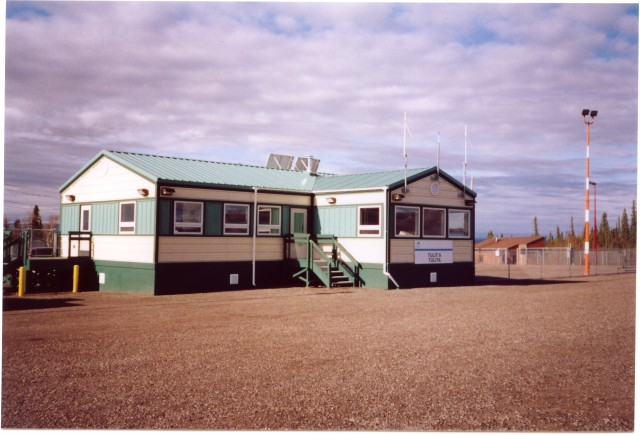
Le terminal de l'aéroport de Tulita en novembre 2006

Tulít’a est inaccessible par la route. Il comprend l'aéroport de Tulita.

## Galerie

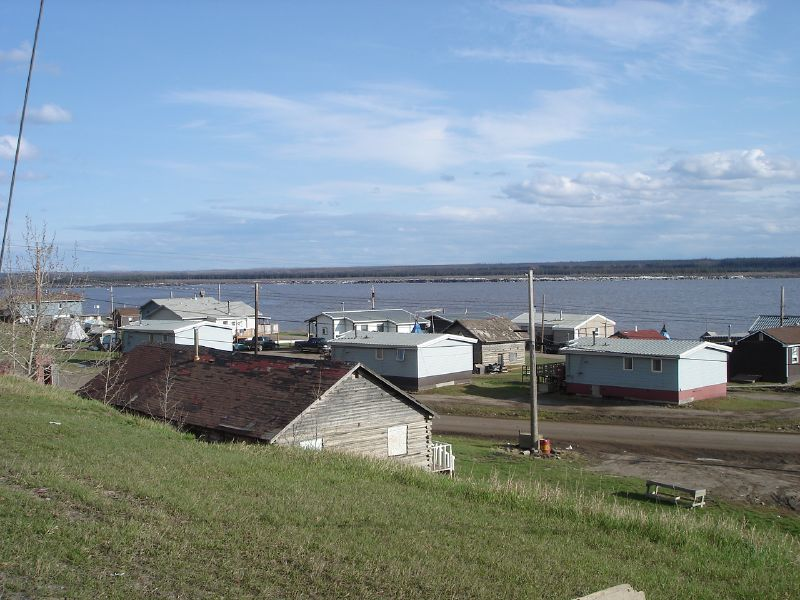
La communauté et le fleuve Mackenzie en mai 2006
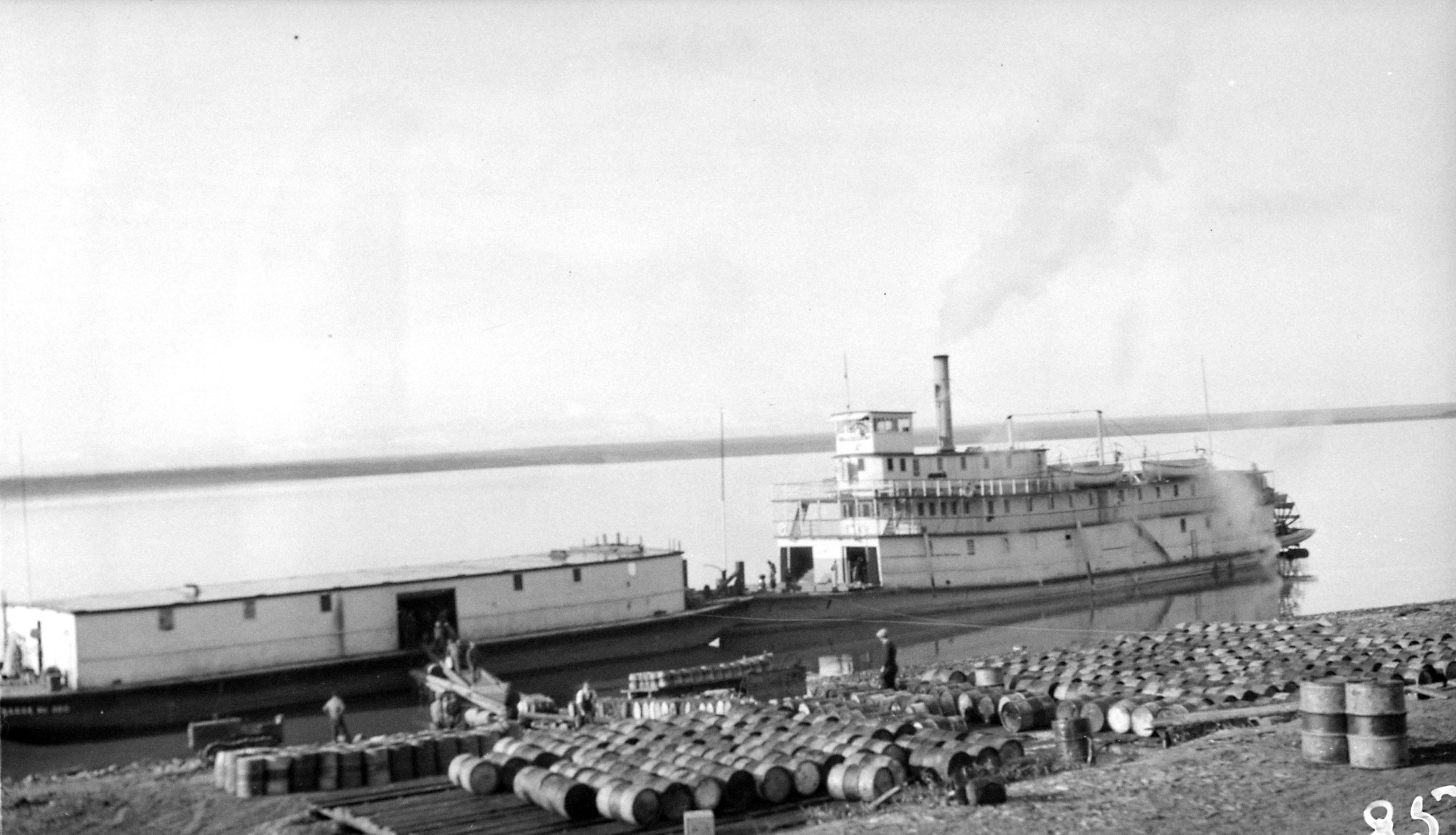
Le "distributeur" Sternwheeler et une barge à Fort Norman en 1936
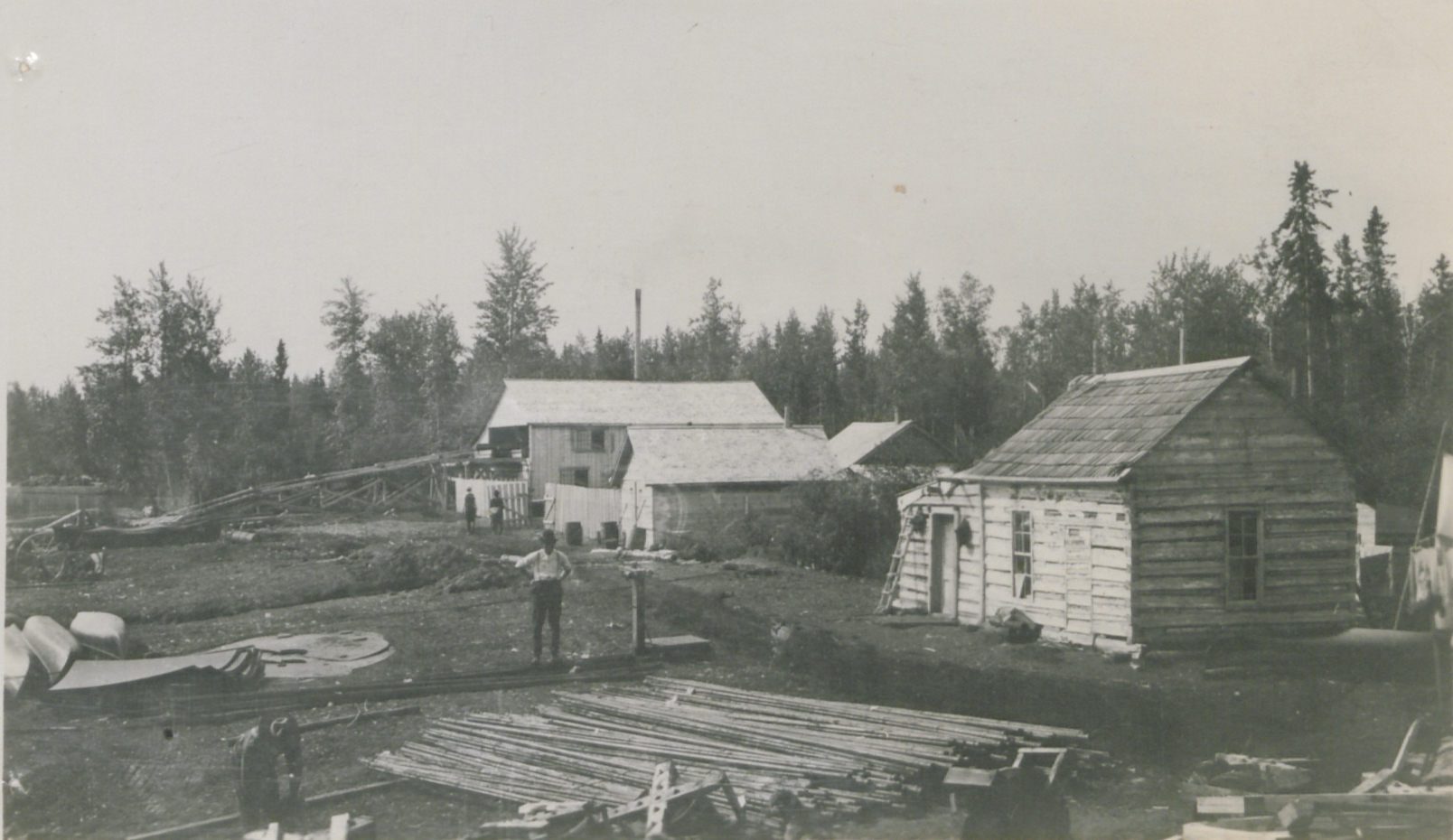
La compagnie Imperial Oil lors de ses expéditions à Fort Norman en 1921

## Annexe